# Diocèse de Versailles
Le diocèse de Versailles (en latin : Dioecesis Versaliensis) est un diocèse de l'Église catholique romaine française couvrant le département des Yvelines (moins les paroisses de Bonnelles et Sainte-Mesme rattachées au diocèse d'Evry-Corbeil-Essonnes) et la paroisse de Seraincourt du département du Val-d'Oise, sur une superficie de 2 270 km2 et 1 352 141 habitants en 2006, et rattaché à la Province ecclésiastique de Paris correspondant à la région Île-de-France. Il a été érigé le 29 novembre 1801 dans le territoire de l'ancien département de Seine-et-Oise et son siège épiscopal constitué à Versailles en la cathédrale Saint-Louis de Versailles. 
Luc Crépy a été nommé évêque de Versailles le 6 février 2021 après la démission d'Éric Aumonier, le 17 décembre 2020. 

## Histoire

### Avant la création du diocèse

Logo du diocèse avant juin 2013

Avant 1791, le diocèse de Versailles n'existait pas. Il appartenait par parties à quatre diocèses 
- Paris (IIIe siècle)
- Rouen (IIe siècle),
- Chartres (IIIe siècle)
- Évreux (IIIe siècle).

Son territoire actuel était situé dans la province impériale romaine de Gaule lyonnaise (Lugdunensis) puis, après les « invasions barbares », dans la dernière poche romaine résistant, le royaume de Soissons. À partir du Moyen Âge, il était situé dans la province d'Île-de-France.
Le 22 décembre 1789, les députés adoptent le décret de la division de la France en départements. La province d'Île-de-France est alors divisée en cinq départements :
- 1. Seine (Paris)
- 2. Seine-et-Oise (Versailles)
- 3. Seine-et-Marne (Melun)
- 4. Oise (Beauvais)
- 5. Aisne (Soissons)

### Le diocèse constitutionnel
Le 12 juillet 1790, les députés adoptent la constitution civile du clergé en vertu de laquelle chaque diocèse est redécoupé et délimite un département. Le diocèse de Versailles correspond au département de Seine-et-Oise.
Le 8 décembre 1790, le collège des électeurs de Seine-et-Oise élit le premier évêque constitutionnel du diocèse de Versailles, le curé de Gommecourt, Jean-Julien Avoine. Il est consacré à Paris en mars 1791, et a comme siège-cathédrale l'église Notre-Dame de Versailles. Il n'est donc pas reconnu par Rome.
Le pape Pie VI publie les brefs Quod aliquantum, le 10 mars 1791, et Caritas, le 13 avril suivant, par lesquels les élections épiscopales et paroissiales sont déclarées nulles et les consécrations d'évêques sacrilèges. Les députés en interdisent la publication.
Le 8 octobre 1793, pendant le règne de la Terreur, les églises Saint-Louis et Notre-Dame de Versailles sont transformées en temple de l'Abondance et en temple de la Raison. L'évêque Jean-Julien Avoine décède quelques jours plus tard et le siège de l'évêché reste vacant pendant plus de trois ans.
Le 21 janvier 1796, Augustin-Jean-Charles Clément, président du synode du diocèse de Versailles, publie une lettre à tous les curés du diocèse de Seine-et-Oise, afin d'élire un évêque pour le diocèse, et neuf archiprêtres pour les neuf districts : Corbeil, Dourdan, Étampes, Gonesse, Mantes, Montfort, Pontoise, Saint-Germain et Versailles.
Le 30 janvier 1797, les révolutionnaires vendent l'église Notre-Dame de Versailles et Clément choisit l'église Saint-Louis pour cathédrale. Le 12 mars suivant, Clément devient le deuxième évêque constitutionnel du diocèse de Versailles.

### Le diocèse concordataire
Après treize mois de négociations entre l'abbé Étienne-Alexandre Bernier, et le conseiller d'État Emmanuel Crétet, le 15 juillet 1801, le cardinal secrétaire d'État du Vatican, Ercole Consalvi, signe avec Joseph Bonaparte, frère du Premier consul Napoléon Bonaparte, les trente-neuf articles du concordat. Le texte précise qu'il sera fait « une nouvelle circonscription des diocèses français ». Le 15 août 1801, la bulle Ecclesia Christi du pape Pie VII ratifie le concordat. Le pape reconnait certains des nouveaux diocèses.
Le 9 avril 1802, le cardinal Caprara légat du pape Pie VII, signe des décrets avec Jean-Étienne-Marie Portalis, conseiller d'État, et Hugues-Bernard Maret, secrétaire d'État de Napoléon Bonaparte.
L'évêque constitutionnel Louis Charrier, après avoir fait allégeance au pape le 17 mai 1797, devient le 9 avril 1802, le premier évêque concordataire du diocèse de Versailles.
Le 10 avril 1802, le cardinal Caprara signe le décret de constitution du diocèse de Versailles :
« Nous élevons la ville de Versailles au rang de cité épiscopale, Érigeons et instituons en cathédrale l'église Saint-Louis.
Nous soumettons l’évêque de Versailles à l'archevêque de Paris métropolitain ».
Le diocèse comprend 689 paroisses et appartient à la province ecclésiastique de Paris.
Le 3 janvier 1805, le pape Pie VII, venu pour le sacre de Napoléon à Paris, est accueilli en la cathédrale Saint-Louis.

### Le diocèse actuel
Le général de Gaulle fait voter la loi du 10 juillet 1964 qui prévoit la division du département de Seine-et-Oise en trois nouveaux départements, ce qui incite le Vatican à ériger trois diocèses pour ces trois départements :
- 1. Essonne (diocèse d'Évry-Corbeil-Essonnes)
- 2. Yvelines (diocèse de Versailles)
- 3. Val-d'Oise (diocèse de Pontoise)

Neufs communes (Chaville, Garches, Marnes-la-Coquette, Meudon, Rueil-Malmaison, Saint-Cloud, Sèvres, Vaucresson et Ville-d'Avray) sont rattachées au département des Hauts-de-Seine (diocèse de Nanterre). 
Le 9 octobre 1966, le pape Paul VI publie sa lettre qui divise le diocèse de Versailles en trois diocèses.
Le 30 septembre 1967, Paul VI nomme Louis Simonneaux, premier évêque du diocèse de Versailles « raccourci ». Il est consacré le 26 novembre suivant par le cardinal Gouyon.
En 2010 et 2011, l'évêque Éric Aumonier organise un synode diocésain, qui aboutit à seize décrets synodaux pour progresser dans la vie humaine, l'évangélisation, l'accompagnement de chacun dans la démarche de foi. Ce plan synodal est prévu pour dix ans avec chaque année un bilan de celui-ci.
Du 12 janvier au 23 novembre 2014 se déroule l'année jubilaire du diocèse avec les huit cents ans de la naissance et du baptême de Saint Louis à Poissy le 25 avril 1214.
En février 2018, le diocèse met en place un service d'écoute anonyme et gratuit[pourquoi ?], nommé Family Phone, permettant de diriger les personnes en souffrance vers des professionnels (psychologues, avocats, médiateurs...).

## Abus sexuels

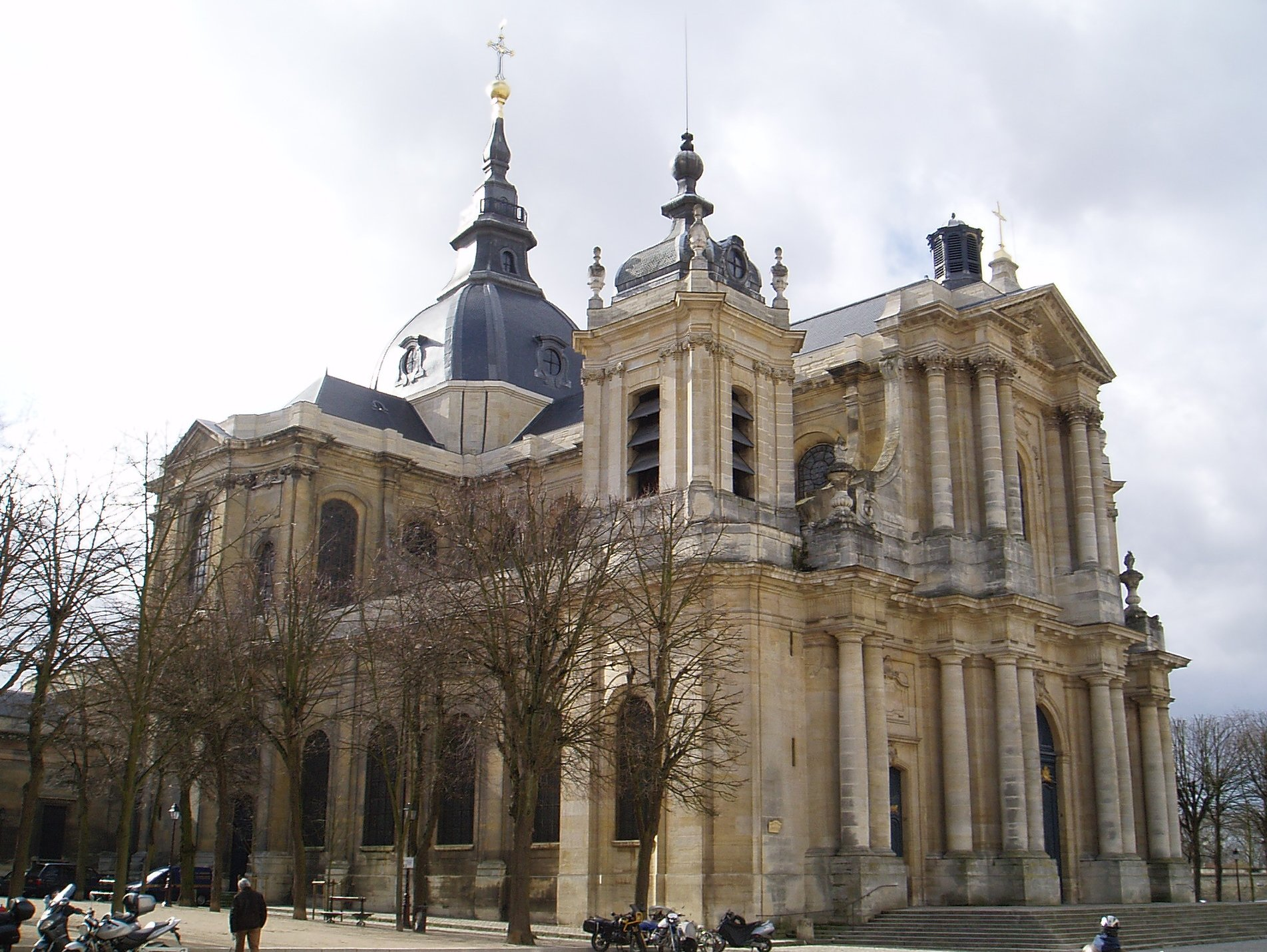
Cathédrale Saint-Louis de Versailles

En 2019, le prêtre Laurent Thuillier, du quartier Porchefontaine à Versailles, est mis en examen pour « viol sur personne majeure, agression sexuelle sur mineure, harcèlement moral et sollicitation sexuelle envers une mineure de moins de 15 ans ».
En 2019, une femme porte plainte contre le prêtre Jean-Jacques Villaine, pour des abus sexuels, alors qu’elle était jeune majeure.  En octobre 2022, l'évêque Luc Crepy est mis en cause pour avoir gardé sous silence, de 2021 à 2022, date du décès du prêtre Jean-Jacques Villaine chef de chœur à la cathédrale Saint-Louis de Versailles, la condamnation canonique de celui-ci mis en cause pour abus sexuel,. L’association Comme une mère aimante lance un appel en février 2023 pour retrouver d'autres victimes du prêtre.
François de Foucauld, prêtre du diocèse, publie en décembre 2021, une tribune dans le quotidien La Croix, sur le silence de l'église à propos des abus sexuels en son sein . Il se suicide le 1er juillet 2022.  Après 18 ans dans plusieurs paroisses du diocèse de Versailles, il n'avait plus de mission depuis septembre 2021 à la suite  d'un conflit avec sa hiérarchie qualifé d' « abus de pouvoir et d’une contrainte au silence » par l'évêque Luc Crépy,.

## Diocèse constitutionnel
- Jean Julien Avoine 1791-1793, évêque constitutionnel
- Augustin-Jean-Charles Clément 1798-1801, évêque constitutionnel

## Les évêques originaires de Versailles ou passés par cette ville
- Cardinal Pierre Gerlier (1880-1965) : évêque de Tarbes et Lourdes, puis archevêque de Lyon
- Thierry Jordan, archevêque émérite de Reims
- Stanislas Lalanne, évêque de Coutances et Avranches puis évêque de Pontoise
- Pascal Roland, évêque de Belley-Ars
- Olivier de Berranger, évêque émérite de Saint-Denis
- Albert Malbois, évêque émérite d'Évry
- Olivier Leborgne[11], évêque d'Arras
- Bruno Valentin évêque de Carcassonne et Narbonne
- Matthieu Dupont évêque de Laval
- Alexandre de Bucy évêque d'Agen
- Étienne Guillet, évêque de Saint-Denis

## Subdivisions
Le diocèse est composé de 13 doyennés et chacun est constitué en plusieurs groupes paroissiaux (l'équivalent d'une paroisse).

## Lieu de formation
Le Grand séminaire de Versailles est le séminaire diocésain formant les futurs prêtres du diocèse de Versailles (Département des Yvelines).
Ce séminaire accueille chaque année des jeunes hommes désirant devenir prêtre. Après une année de propédeutique à la Maison Saint-Jean-Baptiste, ils suivent deux années de formation au séminaire de Versailles avant de rejoindre le séminaire français de Rome, le séminaire du Studium de Notre-Dame de Vie ou encore celui du séminaire de Paris pour quatre dernière années de formation. Au terme d'au moins sept années de formation, ils sont ordonnés prêtres.